# Scorpaenodes evides
Scorpaenodes evides  es una especie de pez escorpión nativa de los océanos Índico y Pacífico. Esta especie crece hasta 11 cm (4.3 pulgadas) de longitud.
La especie se incluye en el género Scorpaenodes y la familia Scorpaenidae. Según el Catalogue of Life, no hay subespecies.